# Movimento Esperança Portugal
O Movimento Esperança Portugal (MEP) foi o 16.º partido político português, reconhecido pelo Tribunal Constitucional  a 23 de Julho de 2008. O MEP posicionava-se ideologicamente como um partido do centro entre o PS e o PSD.
Rui Marques, antigo alto-comissário para a Imigração e Diálogo Intercultural, activista e empresário português, foi o primeiro dinamizador do grupo de cidadãos que veio a fundar o Movimento Esperança Portugal (MEP). Rui Marques considerava o MEP é um projecto "de gente comum", constituído por 60 cidadãs e cidadãos, que decidiu dar um passo em frente e que, com esse gesto, "quer transmitir esperança, no sentido de que a política é uma responsabilidade de todos nós e não só de alguns". Manuel Meirinho considerava que o MEP "estava a nascer de forma muito uninominal", denunciando "uma falta de estruturação que dificultaria a afirmação política".
O primeiro congresso do partido realizou-se 4 e 5 de Outubro de 2008, na Ericeira. Procedeu-se à eleição do presidente do MEP (Rui Marques), bem como à eleição do conselho de jurisdição, conselho nacional e mesa do congresso. No decurso do congresso foi debatido e aprovado o respectivo programa e estatutos que se encontravam em discussão pública.
O MEP apresentou-se pela primeira vez a eleições em Junho de 2009, concorrendo às eleições europeias apresentando como cabeça de lista Laurinda Alves e concorreu também às eleições legislativas a realizar no mesmo ano. Ao longo do ano de 2009, além do programa eleitoral onde expôs as suas ideias para o país, propôs-se respeitar o seu emblema, apresentando 52 razões de esperança sobre e para os portugueses.
Nas primeiras eleições a que concorreu, Europeias 2009, o MEP foi, das 13 forças políticas em disputa, a 6ª mais votada registando cerca de 55 mil votos (1,5% ), ultrapassando o histórico PCTP-MRPP, crónico 6º classificado, mas não tendo eleito nenhum eurodeputado. Numa simulação dos resultados obtidos nesta eleição, considerando um cenário de eleições legislativas, o MEP teria eleito um (1) deputado para a Assembleia da República Portuguesa pelo círculo eleitoral de Lisboa, onde obteve 2,4% dos votos. Rui Marques presidente do partido, foi o cabeça de lista pelo círculo de Lisboa às eleições legislativas de 27 de Setembro de 2009. O respectivo programa eleitoral foi divulgado a 23 de Julho de 2009.
O partido salientou que é transversal "a prioridade dada à justiça social, coesão e inclusão". Tal refletiu-se "na permanente preocupação de 'não deixar ninguém para trás', 'criar riqueza para todos', 'vencer com os outros e não contra os outros'", sendo esta "a principal bandeira" do Movimento.
O MEP defendia no seu programa que "o esforço de crescimento sustentado e viável do salário mínimo deve continuar" e que é "fundamental  a  participação  das  famílias  e  das  pessoas pobres,  como  actores  principais  do  processo  de  libertação  da pobreza e de inclusão social".
Na sequência dos resultados obtidos nas legislativas de 2011, e devido à "continuada tendência de decréscimo desde as primeiras eleições", Rui Marques demitiu-se de presidente do MEP.
A 29 de janeiro de 2012, o partido divulgou um comunicado onde informou que os militantes do partido, motivados pelos resultados eleitorais nas 4 eleições em que participaram, decidiram extinguir o MEP, como partido político, continuando a sua ação como movimento cívico. No comunicado, foram feitas críticas ao "sistema político-mediático construído para manter o 'status quo', bloqueando de várias formas todas as tentativas de renovação do sistema partidário português"

No dia 9 de janeiro de 2013, a sua dissolução foi aceite pelo Tribunal Constitucional, com efeitos retroativos a 12 de dezembro de 2012.

## Resultados Eleitorais

### Eleições legislativas
| Data | Líder       | Votos  | %         | +/- | Deputados | +/-     | Status            |
| ---- | ----------- | ------ | --------- | --- | --------- | ------- | ----------------- |
| 2009 | Rui Marques | 25 949 | 0,5 (7.º) |     | 0 / 230   |         | Extra-parlamentar |
| 2011 | Rui Marques | 21 936 | 0,4 (9.º) | 0,1 | 0 / 230   | Estável | Extra-parlamentar |

### Eleições europeias
| Data | Cabeça de Lista | Votos  | %         | +/- | Deputados | +/- |
| ---- | --------------- | ------ | --------- | --- | --------- | --- |
| 2009 | Laurinda Alves  | 52 811 | 1,5 (6.º) |     | 0 / 22    |     |

### Eleições presidenciais
| Data | Candidato apoiado | 1.ª Volta       | 1.ª Volta  | 2.ª Volta | 2.ª Volta |
| Data | Candidato apoiado | Votos           | %          | Votos     | %         |
| ---- | ----------------- | --------------- | ---------- | --------- | --------- |
| 2011 | Cavaco Silva      | 2 231 956 (1.º) | 53,0 / 100 |           |           |

### Eleições autárquicas
| Data | Votos | %          | +/- | Presidentes CM | +/- | Vereadores | +/- |
| ---- | ----- | ---------- | --- | -------------- | --- | ---------- | --- |
| 2009 | 1 975 | 0,0 (11.º) |     | 0 / 308        |     | 0 / 2 078  |     |

(fonte: Direcção Geral de Administração Interna)